# Zespół Szkół Ponadpodstawowych nr 4 im. Władysława Grabskiego w Łowiczu
Zespół Szkół Ponadpodstawowych nr 4 im. Władysława Grabskiego w Łowiczu (ZSP nr 4 w Łowiczu) – zespół szkół średnich w Łowiczu, od 1995 z siedzibą przy ul. Kaliskiej 5 w Łowiczu. Patronem zespołu szkół jest Władysław Grabski. 
W skład zespołu szkół wchodzi:
- IV Liceum Ogólnokształcące
- Technikum nr 4
- Szkoła Branżowa I stopnia nr 4

Przed reformą systemu światy, do 2019 roku, szkoła nosiła nazwę Zespołu Szkół Ponadgimnazjalnych nr 4 im. Władysława Grabskiego w Łowiczu.

## Historia
23 czerwca 1906 roku odbyło się zebranie przedwstępne założycieli Szkoły Handlowej w Łowiczu, członków Towarzystwa Wzajemnego Kredytu (wśród osób zaangażowanych w powołanie szkoły była również Jadwiga Starzyńska). 2 września tego samego roku nastąpiło otwarcie 7-klasowej męskiej Szkoły Handlowej Polskiej w Łowiczu podległej Ministerium Skarbu, zaś siedzibą szkoły był hotel „Polski” przy ul. Dworcowej na czele której stanął dyrektor inż. Julian Rudowski. 24 października 1907 roku do pełnienia obowiązków dyrektora szkoły powołano jej dotychczasowego inspektora pana Karola Mierzejewskiego.
W latach 1906–1908 uczniami Szkoły Handlowej byli Stefan i Mieczysław Starzyńscy.
W 1940 roku otrzymano zezwolenie na otwarcie 3-klasowej Miejskiej Szkoły Handlowej z jej przedwojennym programem. Dyrektorem szkoły został Aleksander Wysocki. Szkołę pod niemiecką nazwą „Städtische Handelsschule in Lowitsch” umieszczono w budynku przedwojennej przyklasztornej szkoły w Alejach Sienkiewicza. W 1942 roku Niemcy zamienili szkołę 3-klasową na 2-klasową Miejską Szkołę Handlową (na poziomie zasadniczej szkoły zawodowej). Od 1 września 1942 roku w prywatnym mieszkaniu państwa Krukowskich na ul. Zduńskiej prowadzone było tajne nauczanie, które kontynuowało program nauczania przedwojennego Miejskiego Gimnazjum Kupieckiego. W drugiej połowie 1944 roku 2-klasowa Miejska Szkoła Handlowa została zamknięta.
W lutym 1945 roku dyrektor Wysocki uzyskał zgodę od kuratora oświaty w Łodzi, Karola Przesmyckiego, na otwarcie 4-letniego Państwowego Koedukacyjnego Gimnazjum Kupieckiego w Łowiczu. Zajęcia odbywały się w budynku Seminarium Nauczycielskiego przy ul. Stanisławskiego 31 oraz w mieszkaniu prywatnym woźnych szkoły – państwa Marii i Feliksa Krukowskich przy ul. Zduńskiej 40. Z dniem 1 września 1945 roku szkoła zmieniła nazwę na Państwowe Koedukacyjne Gimnazjum i Liceum Handlowe w Łowiczu i powróciła do swojej przedwojennej siedziby na ul. Podrzeczną 22.
W 1946 roku drużyna harcerska Szkoły Handlowej otrzymała sztandar 11 ŁDH im. T. Kościuszki, ufundowany ze składek członkowskich harcerzy, rodziców i zakładów pracy. Od 1951 roku przechowywany był w prywatnym mieszkaniu nauczyciela Czesława Suta, powrócił do szkoły w 1989 roku.
1 września 1990 roku organem prowadzącym i nadzorującym szkołę został kurator oświaty w Skierniewicach, a następnie w Łodzi, a szkoła otrzymała nazwę Zespół Szkół Zawodowych nr 4 w Łowiczu. Z dniem 1 września 1991 roku stanowisko dyrektora szkoły w drodze konkursu powierzono Zofii Szalkiewicz. W styczniu 1995 roku odbyło się uroczyste otwarcie I segmentu nowo wybudowanej szkoły przy ul. Kaliskiej 5a. W grudniu 1998 roku zakończono budowę II segmentu nowej szkoły i od stycznia 1999 roku szkoła przeniosła się w całości do nowej siedziby przy ul. Kaliskiej. 1 stycznia 1999 roku organem prowadzącym szkołę została Rada powiatu łowickiego.
W 2002 roku szkoła zmieniła nazwę na Zespół Szkół Ponadgimnazjalnych nr 4 w Łowiczu, zaś 18 czerwca 2003 uchwałą Rady powiatu łowickiego Zespół Szkół Ponadgimnazjalnych nr 4 w Łowiczu otrzymał imię Władysława Grabskiego. 30 marca 2004 roku odbyła się uroczystość nadania Zespołowi Szkół Ponadgimnazjalnych nr 4 w Łowiczu imienia Władysława Grabskiego i wręczenia jej nowego sztandaru.
1 października 2020 roku dyrektorką szkoły została Małgorzata Zielińska, zaś wicedyrektorką Zofia Szalkiewicz, która poprzednio pełniła funkcję dyrektorki szkoły. 2 września 2024 roku pracę na stanowisku wicedyrektora rozpoczęła Halina Kępka.

## Typy szkół i kierunki kształcenia
(stan na rok szkolny 2024/2025)
- liceum ogólnokształcące – 4-letnie
  - klasa pedagogiczno-menadżerska
- technikum – 5-letnie
  - klasa spedytorsko-ekonomiczna